# Raymore (Saskatchewan)
Raymore est une ville de la Saskatchewan au Canada. 
Raymore est le siège de la bande indienne des Cris Kawacatoose.

## Géographie
La localité de Raymore est située dans le centre de la province de Saskatchewan, à 110 km au nord de la ville de Regina.

## Démographie
| 2011 | 2016 | 2021 |
| ---- | ---- | ---- |
| 568  | 575  | 507  |